# Nagyrudas
Nagyrudas (szlovákul Rudina) község Szlovákiában, a Zsolnai kerületben, a Kiszucaújhelyi járásban.

## Fekvése
Zsolnától 7 km-re északra fekszik.

## Története
A falu a 13.-14. században köznemesi községként keletkezett. Írott forrásban 1359-ben „Rugyna” néven említik először. 1364-ben ismét „Rugyna” néven szerepel. Nagyrudinaként 1506-ban említik először „Maior Rudina” alakban. 1552-ben „Felso Rudina” néven szerepel, a század végéig a Rudinszky és Csicskán családok birtoka. 1602-ben egy tűzvészben elpusztult. 1658-ban 4 jobbágy és 17 zsellér háztartás volt a településen, mely a budatíni uradalomhoz tartozott.
A 18. század végén Vályi András így ír róla: „Rudinka, vagy Nagy, és Kis Rudina, és Rudinszka. Három tót falu Trentsén Várm. földes Urok Szúnyog Uraság, lakosaik katolikusok, és másfélék, fekszenek Kisucza Újhelyhez nem meszsze, mellynek filiáji; határbéli földgyeik közép termékenységűek, vagyonnyaik is meglehetősek.”
1850-ben 627 lakossal a kiszucaújhelyi plébánia filiája volt.
Fényes Elek 1851-ben kiadott geográfiai szótárában így ír a faluról: „Nagy-Rudina, tót falu, Trencsén vmegyében, Zsolnához északra 1 1/2 órányira: 627 kath. lak. Kath. paroch. templom. F. u. gr. Csáky és Erdődy.”
1911-ben egyesítették Kis- és Nagy-Rudast, ma újra külön községek. A trianoni békéig Trencsén vármegye Kiszucaújhelyi járásához tartozott.

## Népessége
| Év:            | 1994. | 2004.   | 2014.   | 2024.   |
| -------------- | ----- | ------- | ------- | ------- |
| Emberek száma: | 1497  | 1645    | 1743    | 1799    |
| Eltérés:       |       | +9,88 % | +5,95 % | +3,21 % |

| Év:            | 2023. | 2024.   |
| -------------- | ----- | ------- |
| Emberek száma: | 1803  | 1799    |
| Eltérés:       |       | -0,22 % |

1910-ben Nagyrudasnak (Kisrudassal együtt) 642 lakosából 624 szlovák és 13 magyar anyanyelvű lakosa volt.
2001-ben 1597 lakosából 1563 szlovák volt.
2011-ben 1695 lakosából 1629 szlovák volt.
2021-ben 1814 lakosából 1748 (+1) szlovák, 20 (+1) egyéb és 46 ismeretlen nemzetiségű volt.

## Nevezetességei
- Rózsafüzér királynője kápolna 1907-ből
- Szent Hubert harangtorony 1860-ból vagy még a 19. század elejéről

## Külső hivatkozások
- Községinfó
- Nagyrudas Szlovákia térképén
- A község a Kiszucai régió honlapján
- E-obce.sk Archiválva 2007. november 9-i dátummal a Wayback Machine-ben